# Articulophora variispora
Articulophora variispora är en svampart som beskrevs av C.J.K. Wang & B. Sutton 1982. Articulophora variispora ingår i släktet Articulophora, divisionen sporsäcksvampar och riket svampar.   Inga underarter finns listade i Catalogue of Life.